# Provinz Chayanta
Chayanta ist eine Provinz im nördlichen Teil des Departamento Potosí im Hochland des südamerikanischen Anden-Staates Bolivien.

## Lage
Die Provinz Chayanta ist eine von sechzehn Provinzen im Departamento Potosí. Sie erstreckt sich zwischen 18° 23' und 19° 6' südlicher Breite und zwischen 65° 23' und 66° 19' westlicher Länge. Sie grenzt im Norden an die Provinz Charcas, im Nordwesten an die Provinz Rafael Bustillo, im Westen an das Departamento Oruro, im Süden an die Provinz Tomás Frías, im Südosten an die Provinz Cornelio Saavedra, und im Osten an das Departamento Chuquisaca. Die Provinz erstreckt sich über etwa 125 Kilometer in Ost-West-Richtung und 100 Kilometer in Nord-Süd-Richtung.

## Bevölkerung
Die Einwohnerzahl der Provinz Chayanta ist in den vergangenen drei Jahrzehnten um etwa ein Drittel angestiegen:
| Jahr | Einwohner | Quelle       |
| ---- | --------- | ------------ |
| 1992 | 73 128    | Volkszählung |
| 2001 | 90 205    | Volkszählung |
| 2012 | 97 583    | Volkszählung |
| 2024 | 100 498   | Volkszählung |

Wichtigstes Idiom der Provinz mit 79 Prozent ist Quechua. 97 Prozent der Bevölkerung haben keinen Zugang zu Elektrizität, 98 Prozent leben ohne sanitäre Einrichtungen. Hauptstadt der Provinz ist Colquechaca mit 1666 Einwohnern. 74 Prozent der Bevölkerung arbeiten in der Landwirtschaft, 1 Prozent im Bergbau, 13 Prozent in der Industrie, 12 Prozent im Bereich Dienstleistungen. (2001)

## Gliederung
Die Provinz unterteilt sich gemäß der letzten Volkszählung von 2024 in die folgenden fünf Verwaltungsbezirke (bolivianisch „Municipios“):
- 05-0401 Municipio Colquechaca – 16.163 Einwohner
- 05-0402 Municipio Ravelo – 16.728 Einwohner
- 05-0403 Municipio Pocoata – 32.307 Einwohner
- 05-0404 Municipio Ocurí – 14.367 Einwohner
- 05-0405 Municipio San Pedro de Macha – 20.933 Einwohner

## Ortschaften in der Provinz Chayanta
- Municipio Colquechaca
  - Colquechaca 4272 Einw. – Puitira 531 Einw. – Kalasaya 492 Einw. – Karata 403 Einw. – Pampa Colorada 342 Einw. – Surumi 254 Einw.

- Municipio Ravelo
  - Ravelo 1826 Einw. – Moqo Cutani 404 Einw. – Thurumani 343 Einw. – Antora 206 Einw. – Tomoyo 171 Einw. – Toroca 44 Einw.

- Municipio Pocoata
  - Pocoata 1585 Einw. – Villa Alcarapi 1098 Einw. – San Miguel de Khari 869 Einw. – Huancarani 752 Einw. – Jaraña 495 Einw. – Vila Vila 494 Einw. – Choco 459 Einw. – Quesimpuco 434 Einw. – Colca Pampa 363 Einw. – Turberia 216 Einw. – Chijmo 204 Einw. – Utavi 204 Einw. – Tejori 203 Einw. – Campaya 183 Einw. – Tomoyo 150 Einw. – Chiaraque 126 Einw. – Patacochi 122 Einw. – Collpakasa 120 Einw. – Totora 118 Einw. – Tanana 108 Einw. – San Juan de Arros Pata 108 Einw. – Chulloca 98 Einw. – Chacafuco 76 Einw. – Tuscufaya 74 Einw. – Cenajo 45 Einw.

- Municipio Ocurí
  - Ocurí 1722 Einw. – Maragua 493 Einw. – Llucho 351 Einw. – Milluni 306 Einw. – Chairapata (Ocurí) 125 Einw. – Tarowaque 105 Einw. – Soratiri 91 Einw. – Marcoma 76 Einw.

- Municipio San Pedro de Macha
  - Macha 1135 Einw. – Bombori 628 Einw. – Chairapata 581 Einw. – Tomaycuri 535 Einw. – Chuarani 503 Einw. – Uluchi 340 Einw. – Ayoma 301 Einw. – Bandurani 207 Einw. – Castilla Huma 126 Einw.